# Navalvillar de Ibor
Navalvillar de Ibor – gmina w Hiszpanii, w prowincji Cáceres, w Estramadurze, o powierzchni 55,53 km². W 2011 roku gmina liczyła 469 mieszkańców.